# 6月26日
6月26日（ろくがつにじゅうろくにち）は、グレゴリオ暦で年始から177日目（閏年では178日目）にあたり、年末まであと188日ある。

## できごと

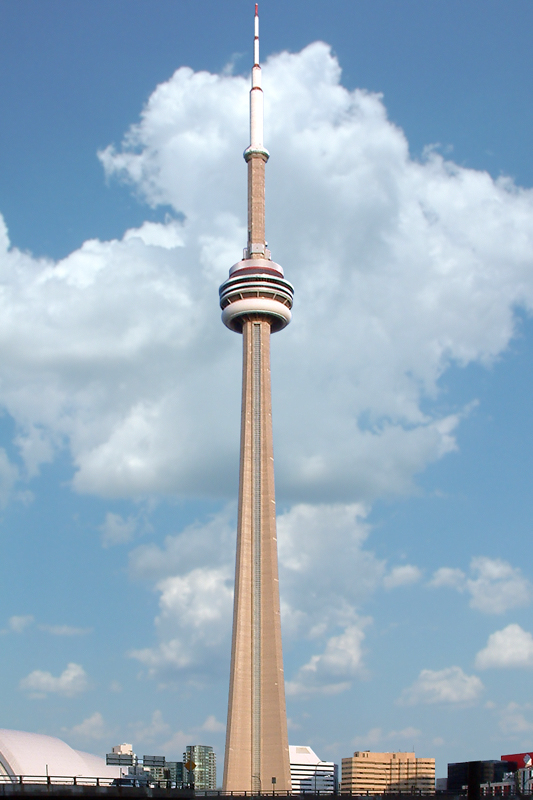
トロントのCNタワー竣工(1976)

- 699年（文武天皇3年5月24日） - 役小角（役行者）が弟子の讒言により伊豆に流罪。
- 1180年（治承4年6月2日） - 平清盛が安徳天皇を奉じて福原京に遷都。
- 1243年 - モンゴルのアナトリア侵攻戦争（英語版）: キョセ・ダグの戦いが勃発。ルーム・セルジューク朝・トレビゾンド帝国・ニケーア帝国連合軍がバイジュ率いるモンゴル帝国に完敗。アナトリア半島がモンゴルの支配下に置かれた。
- 1284年 - ドイツ・ハーメルンで130人の子供が集団失踪[1]。（ハーメルンの笛吹き男の起源）
- 1483年 - イングランド議会がエドワード5世の王位継承無効を宣言、リチャード3世が国王に即位。
- 1541年 - フランシスコ・ピサロが、1538年に処刑されたディエゴ・デ・アルマグロの遺児一派によりリマで暗殺される。
- 1777年 - アメリカ独立戦争: ショートヒルズの戦いが行われる。
- 1788年 - モーツァルトがウィーンで交響曲第39番を完成[2]。
- 1830年（文政13年/天保元年5月10日） - ナサニエル・セイヴァリーら20数名が小笠原諸島父島に入植[3]。
- 1843年 - 香港の歴史: ヘンリー・ポッティンジャーが初代香港総督に着任[4]。
- 1848年 - パリの六月蜂起が終結。
- 1862年（文久2年5月29日） - 第二次東禅寺事件。江戸・東禅寺のイギリス仮公使館に警備の松本藩士が侵入しイギリス人水兵2人を殺害。
- 1870年 - バイエルン宮廷歌劇場にてフランツ・ヴュルナーの指揮でリヒャルト・ワーグナーの楽劇『ヴァルキューレ』が単独初演。
- 1886年 - アンリ・モアッサンが初めてフッ素の単離に成功。
- 1900年 - 桂太郎が台湾協会学校（後の拓殖大学）を設立[5]。
- 1907年 - ボリシェヴィキがチフリス（トビリシ）で現金輸送車を襲撃、40名の死者を出す。（1907年チフリス銀行強盗事件）
- 1912年 - ウィーンにてブルーノ・ワルター指揮ウィーン・フィルハーモニー管弦楽団でグスタフ・マーラーの交響曲第9番が初演。
- 1918年 - 第一次世界大戦: ベロー・ウッドの戦い（英語版）が終結。
- 1929年 - 長崎県松島村松島炭鉱第3坑で出水事故。作業員42人が溺死[6]。
- 1933年 - NHK大阪放送局、NHK名古屋放送局が開局。
- 1936年 - 世界初の実用ヘリコプター、Fw61が初飛行。
- 1942年 - ホーリネス弾圧事件: 日本のホーリネス教会の聖職者96名が逮捕。
- 1945年 - 国際連合憲章が加盟51ヶ国により調印。
- 1945年 - 日本本土空襲: 京都市上京区の西陣にB29が空襲。死者43人、重軽傷者66人、家屋損壊292戸の被害が出た[7]。
- 1945年 - ドイツキリスト教民主同盟 (CDU) が結党。
- 1946年 - 首相の吉田茂が衆議院で日本国憲法9条について、「自衛権は否定はされないが、交戦権を進んで放棄する」旨説明した[8][9]。
- 1948年 - ベルリン封鎖: ソ連の西ベルリン封鎖を受け、西側諸国による西ドイツから西ベルリンへの物資の空輸（ベルリン大空輸）が開始。

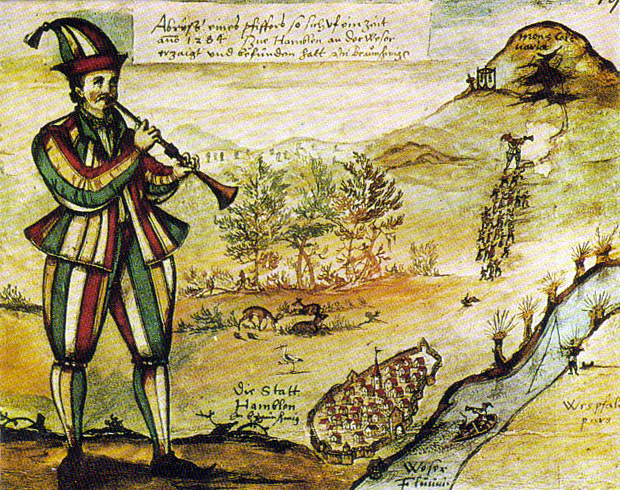
ハーメルンで子供が集団失踪(1284)、「ハーメルンの笛吹き男」の伝承となる。

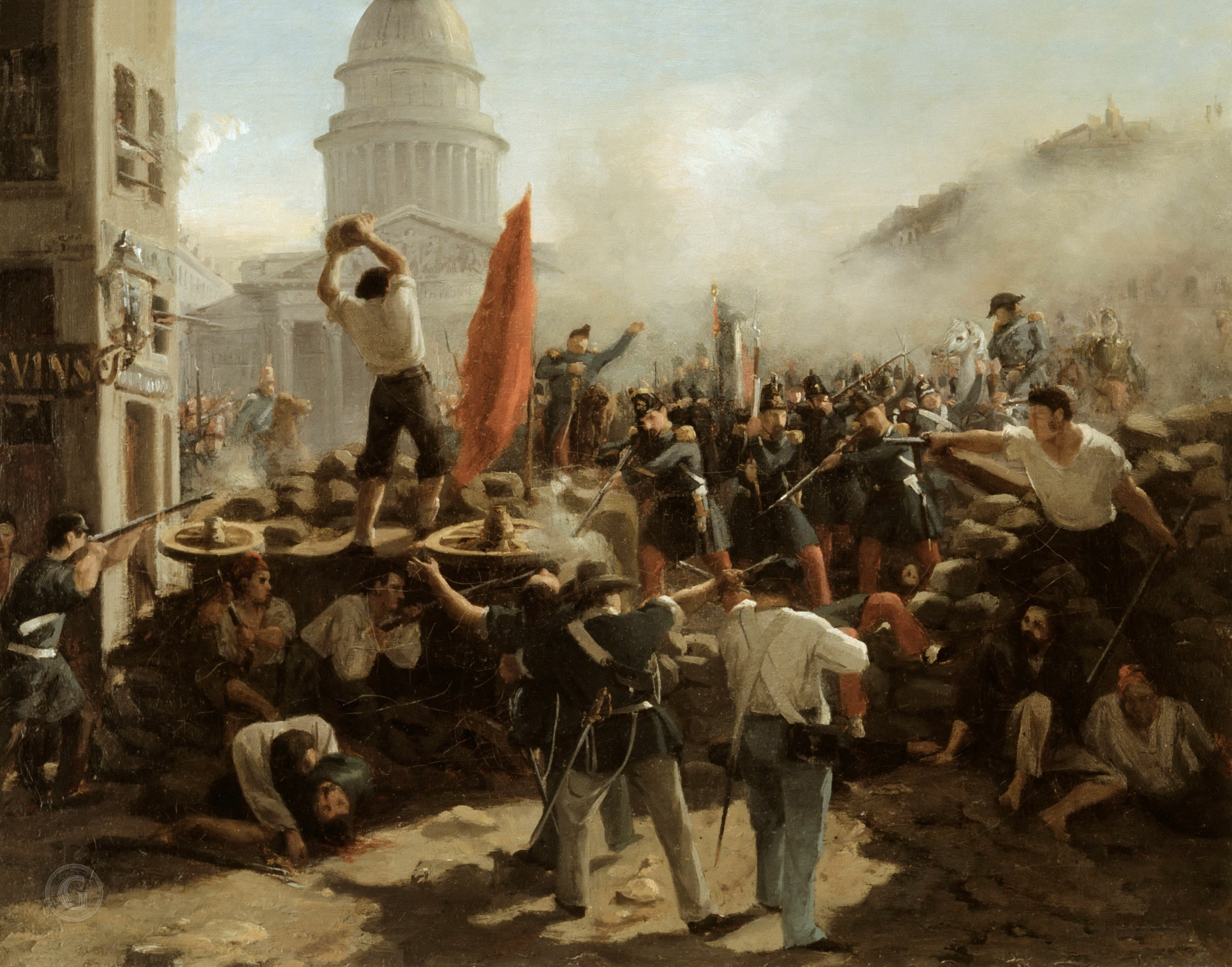
パリの六月蜂起終結(1848)

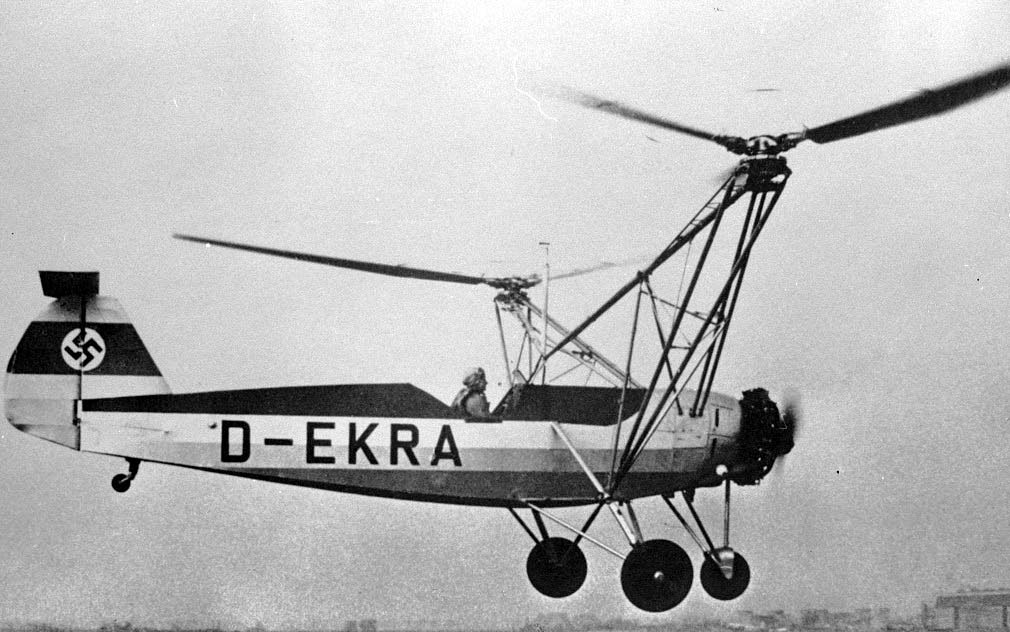
世界初の実用ヘリコプター、Fw 61の初飛行(1936)

- 1948年 - ウィリアム・ショックレーがトランジスタの特許を取得。
- 1949年 - 同月29日にかけて熊本県と鹿児島県で集中豪雨。死者42人、負傷61人、家屋全壊119戸、床上浸水9658戸など[10]。
- 1950年 - 文化自由会議が創設される。
- 1950年 - レッドパージ: GHQが、日本共産党機関紙『アカハタ』の30日間の発刊停止を指令。7月18日に無期限停刊に変更。
- 1954年 - モスクワ近郊オブニンスクで世界初の商用原子力発電所であるオブニンスク原子力発電所が運転を開始。
- 1960年 - イギリス領ソマリランドが独立。5日後にイタリア領ソマリアと合併。
- 1960年 - マダガスカルがフランスより独立。
- 1963年 - アメリカ合衆国大統領のジョン・F・ケネディが西ベルリンでIch bin ein Berlinerの一節で知られる演説を行う。
- 1966年 - 健康・体力づくりができる野外活動として、東京都の高尾山において日本で初めてオリエンテーリングが行われる。
- 1968年 - アメリカの統治下にあった小笠原諸島が日本に返還される。
- 1973年 - ソ連のプレセツク宇宙基地でコスモス3Mロケットが爆発、9名の死者を出す。
- 1974年 - オハイオ州のスーパーマーケットで統一商品コードの読み取りによる初の商品会計が行われる。
- 1974年 - 国土庁が設置される。
- 1976年 - アントニオ猪木対モハメド・アリの異種格闘技戦が行われる。
- 1976年 - カナダ・トロントでCNタワーが開場する。当時世界一の高さの自立式構造物。
- 1977年 - イギリス・ウェスト・ヨークシャーで、ピーター・サトクリフが店員の女性を殺害。サトクリフは以前から売春婦に対する連続殺人を犯していたが、売春婦以外の女性が殺害されたことで世間の関心が集まり、「ヨークシャーの切り裂き魔」と呼ばれるようになる。
- 1983年 - 第13回参議院議員通常選挙。日本の選挙制度で初めて比例代表制を導入。
- 1986年 - ランディ・バースが江川卓から本塁打を放ち、7試合連続本塁打を達成。
- 1989年 - 東芝が世界初となるA4型ノートパソコン「DynaBook J-3100SS」を発売[11]。
- 1987年 - 拷問等禁止条約が発効する。
- 1994年 - マイクロソフトがMS-DOSの販売中止を発表[12]。
- 1995年 - カタールでハマド・ビン・ハリーファ・アール＝サーニー皇太子を中心とするクーデターが起き、スイス滞在中のアミールが廃位される。
- 1996年 - 日本で、全文改正した民事訴訟法が公布。
- 2003年 - アメリカの合衆国最高裁判所がテキサス州の同性愛処罰法を憲法違反と判断。
- 2006年 - ガザ地区でイスラエル軍兵士ギルアド・シャリートがパレスチナ人テロ組織に誘拐される。
- 2007年 - 時津風部屋力士暴行死事件:時津風部屋に入門した当時17歳の新弟子が稽古時間中に心肺停止状態となり、搬送先の犬山中央病院で死亡。
- 2010年 - JRグループの在来線としては史上初となる可動式ホームドアが山手線恵比寿駅で導入される[13]。
- 2012年 - 消費税増税を柱とする社会保障と税の一体改革関連法案が衆議院本会議で採決され、民主党・国民新党・自由民主党・公明党の賛成多数で可決[14]。
- 2015年 - オーバーグフェル対ホッジス裁判: 合衆国最高裁判所の判決により、アメリカの全州で同性結婚が合法化され、異性結婚カップルと同等の権利を享受することが可能となった[15]。
- 2015年 - クウェート市モスク自爆テロが発生[16]。
- 2017年 - プロ将棋棋士藤井聡太四段が、公式戦史上最多の29連勝を達成[17][18][19][20]。
- 2020年 - 囲碁の芝野虎丸名人が、第58期十段戦五番勝負の第4局で村川大介十段に勝利し、タイトルを獲得。名人、王座と合わせて三冠を達成。20歳7カ月、プロ入りから5年9カ月での三冠達成で、史上最年少、史上最速記録を大幅に更新した[21][22]。

## 誕生日

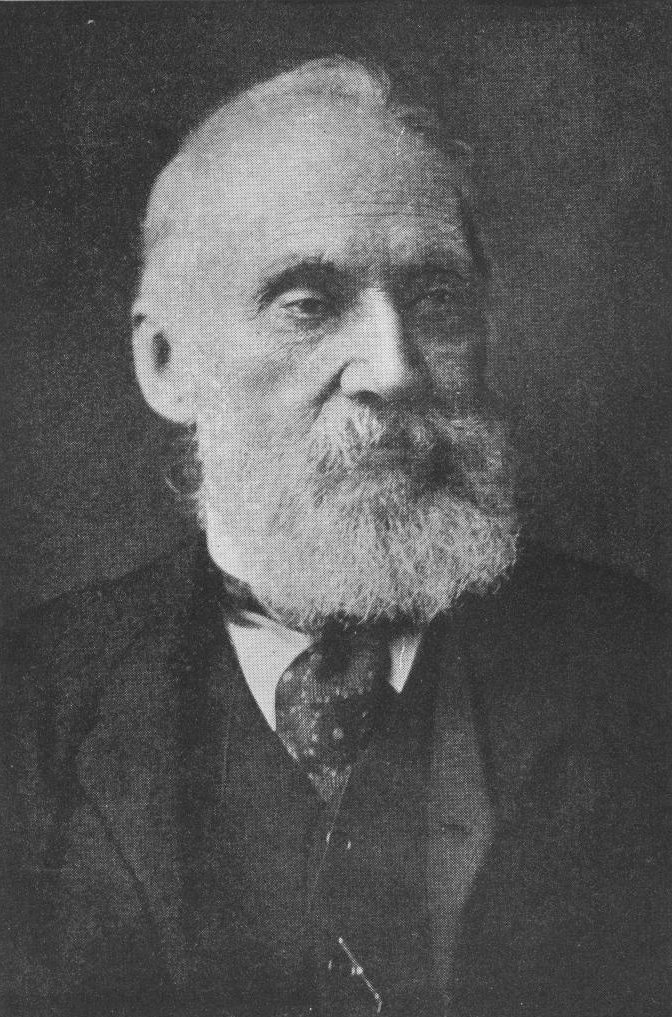
物理学者「ケルヴィン卿」ウィリアム・トムソン(1824-1907)誕生。

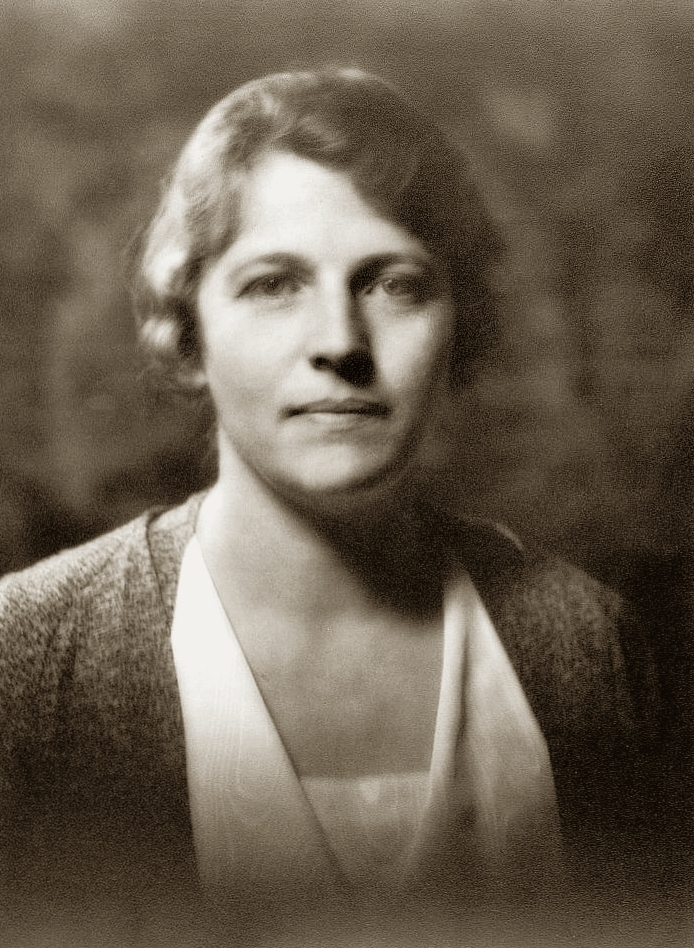
作家パール・S・バック(賽珍珠; 1892-1973)誕生。

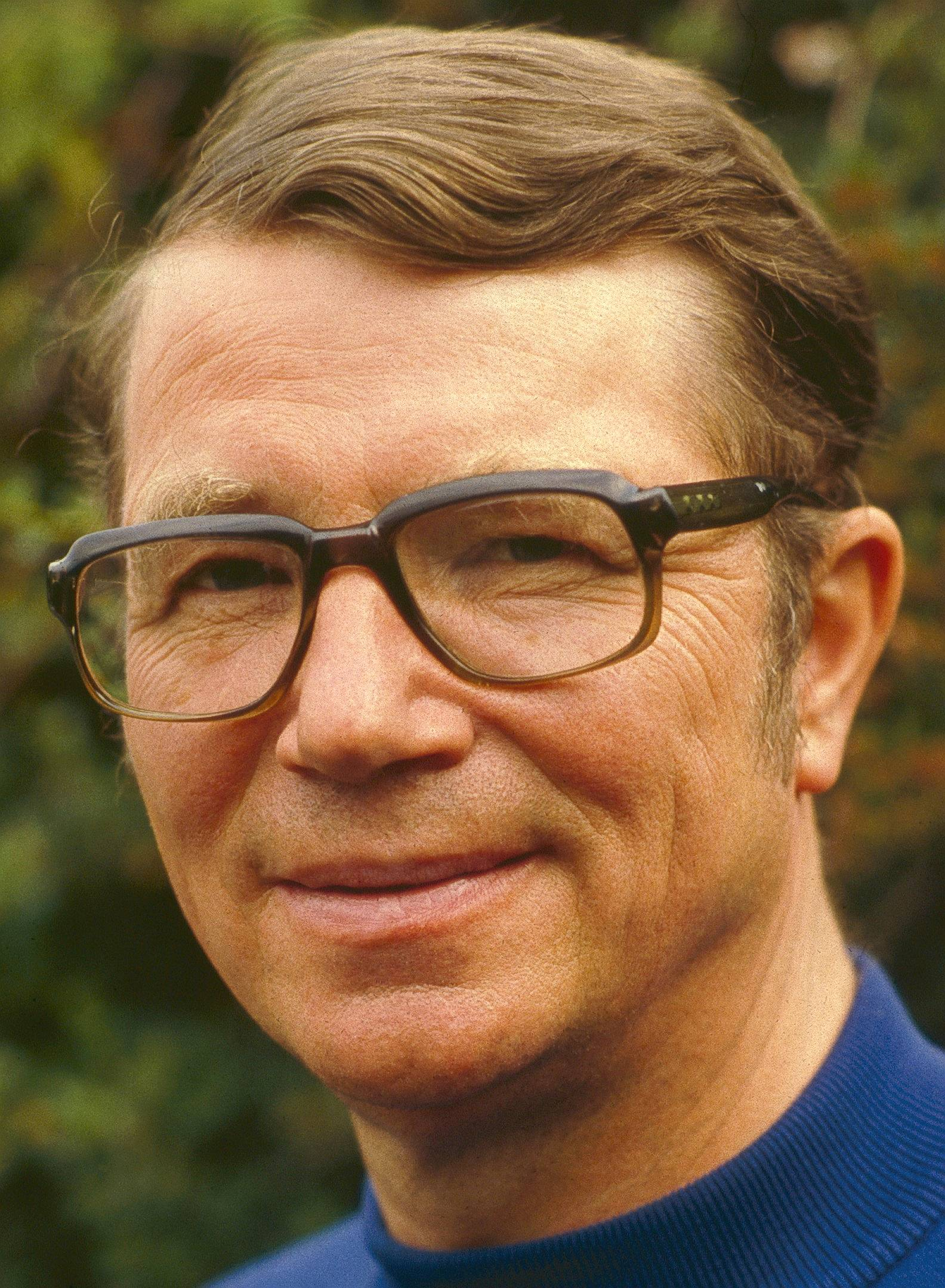
小説家コリン・ウィルソン(1931-2013)誕生。

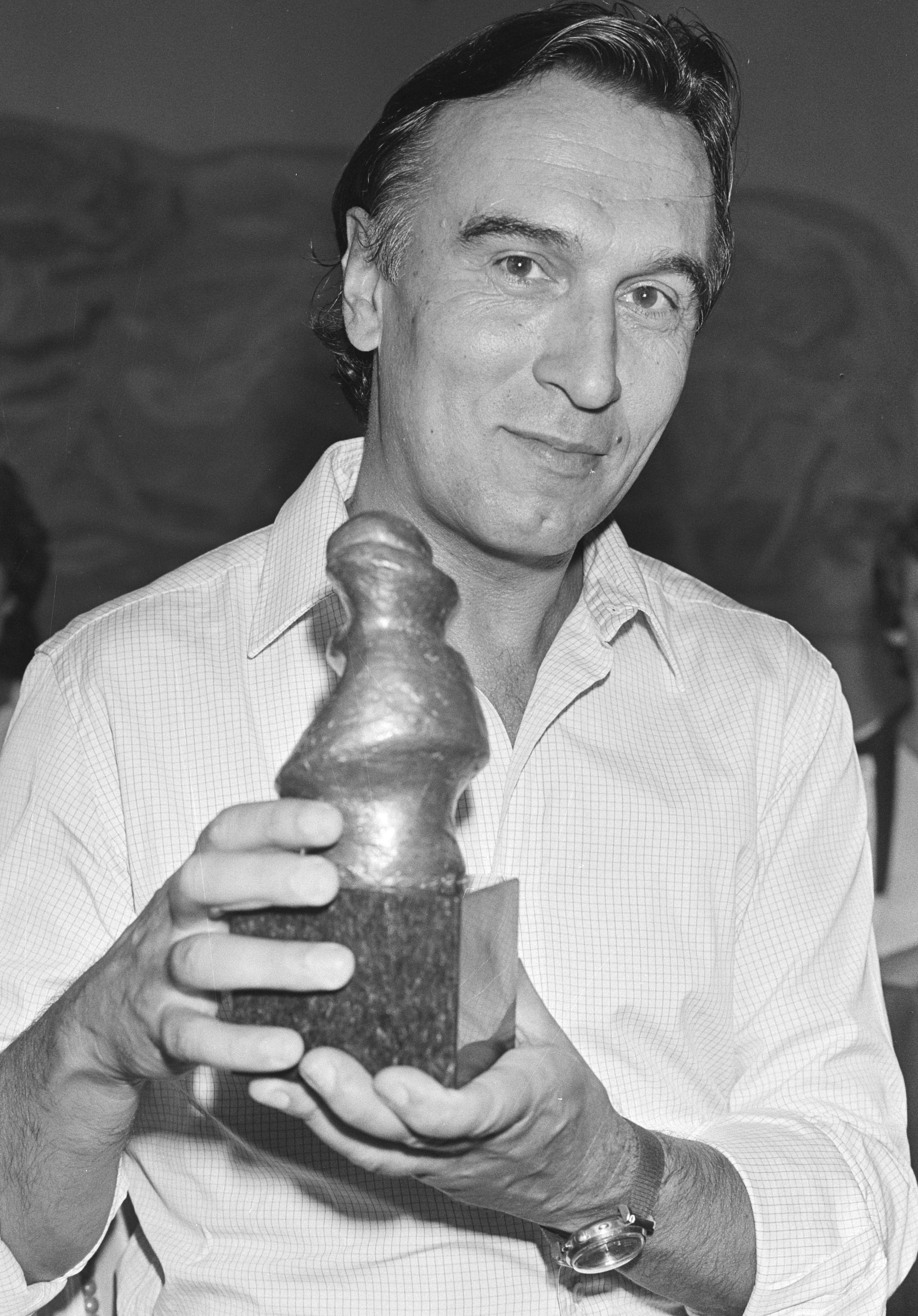
指揮者クラウディオ・アバド(1933-2014)誕生。

- 1659年（万治2年5月7日） - 松平正久、上総国大喜多藩主（+ 1720年）
- 1668年（寛文8年5月17日） - 雨森芳洲、儒学者（+ 1755年）
- 1730年 - シャルル・メシエ、天文学者（+ 1817年）
- 1740年（元文5年6月3日） - 岡部長住、和泉国岡部藩主（+ 1809年）
- 1742年 - アーサー・ミドルトン、アメリカ独立宣言署名者（+ 1787年）
- 1744年（延享元年5月16日） - 水野忠鼎、肥前国唐津藩主（+ 1818年）
- 1824年 - ウィリアム・トムソン（ケルビン卿）、物理学者（+ 1907年）
- 1835年（天保6年6月1日） - 三島通庸、薩摩藩士、内務官僚（+ 1888年）
- 1842年（天保13年5月18日） - 松村淳蔵、軍人（+ 1919年）
- 1862年（文久2年5月29日） - 箕作元八、歴史家（+ 1919年）
- 1862年（文久2年5月29日） - 加藤重三郎、弁護士、政治家（+ 1933年）
- 1869年 - ジョン・スミス・フレット、地質学者（+ 1947年）
- 1892年 - 高橋貞太郎、建築家（+1970年）
- 1892年 - パール・バック、小説家（+ 1973年）
- 1895年 - 御橋公、俳優（+1962年）
- 1898年 - 落合英二、薬学者（+ 1974年）
- 1898年 - 南部彰三、俳優（+没年不詳）
- 1898年 - ウィリー・メッサーシュミット、航空機技術者（+ 1978年）
- 1900年 - 小笠原明峰、映画監督（+1946年）
- 1903年 - 阿部知二、小説家、英文学者（+ 1973年）
- 1904年 - 柴生田稔、歌人、国文学者（+1991年）
- 1911年 - 松平晃、歌手（+ 1961年）
- 1912年 - 髙山辰雄、画家（+ 2007年）
- 1913年 - 井尻正二、地球科学者、古生物学者、地質学者（+1999年）
- 1913年 - モーリス・ウィルクス、計算機科学者（+2010年）
- 1914年 - ヴォルフガング・ヴィントガッセン、テノール歌手（+ 1974年）
- 1915年 - ポール・カステラーノ、マフィアガンビーノ一家のボス（+ 1985年）
- 1916年 - 武田隆夫、経済学者（+ 1986年）
- 1921年 - 新堀通也、教育学者、広島大学名誉教授、武庫川女子大学名誉教授（+2014年）
- 1923年 - 景浦賢一、元プロ野球選手（+ 没年不詳）
- 1924年 - 三木鮎郎、ジャズ評論家、司会者（+ 1997年）
- 1925年 - パーヴェル・ベリャーエフ、宇宙飛行士（+ 1970年）
- 1925年 - 杉本苑子、小説家（+ 2017年）
- 1927年 - 中村竜三郎、俳優
- 1928年 - 中松義郎（ドクター中松）、発明家
- 1928年 - カムプーン・ブンタウィー、小説家（+ 2003年）
- 1929年 - ジューン・ブロンヒル、ソプラノ歌手（+ 2005年）
- 1930年 - 森本三男、経営学者、青山学院大学名誉教授
- 1931年 - 鈴木保巳、競輪評論家（+2008年）
- 1931年 - コリン・ウィルソン、作家（+ 2013年）
- 1932年 - 村上幹夫、俳優（+2018年）
- 1932年 - 石井連藏、アマチュア野球指導者（+2015年）
- 1933年 - クラウディオ・アバド、指揮者（+ 2014年）
- 1935年 - 白川澄子、声優（+ 2015年）
- 1936年 - 津久井督六、実業家（+ 2024年）
- 1937年 - レジー・ワークマン、ジャズベーシスト
- 1940年 - 宮地正介、政治家（+ 2025年）
- 1940年 - 出﨑哲、アニメーション監督
- 1940年 - 大山うさぎ、女優
- 1940年 - 扇田昭彦、演劇評論家、記者（+ 2015年）
- 1940年 - ジェリー藤尾、歌手、俳優（+ 2021年）
- 1941年 - 酒井清孝、理工学者、早稲田大学名誉教授
- 1941年 - 渡辺茂夫、ヴァイオリニスト（+ 1999年）
- 1941年 - 三島大輔、作曲家（+ 2015年）
- 1941年 - 三好守、元プロ野球選手（+ 2010年）
- 1941年 - タマラ・モスクビナ、フィギュアスケート選手
- 1942年 - 斎藤努、アナウンサー
- 1943年 - 山田満知子、元フィギュアスケート選手
- 1943年 - ワレン・ファレル、社会学者
- 1946年 - 菊池夏樹、雑誌編集者
- 1947年 - 梅田穰、政治家
- 1947年 - 吉野利明、政治家
- 1947年 - 加賀城みゆき、歌手（+1991年）
- 1949年 - マーゴット・グロクシュバー、フィギュアスケート選手
- 1950年 - 小堀勝啓、アナウンサー
- 1950年 - 松井優典、元プロ野球選手
- 1951年 - 太田房江、政治家、第50・51代大阪府知事
- 1951年 - 猿丸雅之、実業家
- 1952年 - 松久三四彦、法学者、北海道大学名誉教授
- 1953年 - 伊藤俊治、美術評論家
- 1953年 - 青木勝志、アニメーション美術監督
- 1955年 - 松岡裕紀[23]、音響監督
- 1955年 - 具志堅用高、元プロボクサー
- 1955年 - 堀場秀孝、元プロ野球選手
- 1955年 - フィリップ・ストレイフ、レーシングドライバー（+ 2022年）
- 1956年 - 角盈男、元プロ野球選手、タレント
- 1956年 - 阿久津幸彦、政治家
- 1956年 - クリス・アイザック、歌手
- 1957年 - あたか誠、声優
- 1957年 - 田口洋美、民俗学者
- 1960年 - 高橋彩夏、女優
- 1961年 - 桂慶枝 (5代目)、落語家
- 1961年 - 鍋屋道夫、元プロ野球選手
- 1961年 - グレッグ・レモン、自転車プロロードレース選手
- 1962年 - 藤田勉、ドラマー（PERSONZ）
- 1963年 - 村岡克彦、映画プロデューサー
- 1963年 - ファルフ・ルジマートフ、バレエダンサー
- 1964年 - 橋本哲也、高校野球指導者
- 1964年 - 寺西睦、政治家
- 1964年 - 松吉ゆかり、報道記者、元アナウンサー
- 1964年 - 森田宏幸、アニメーション監督
- 1964年 - トミ・マキネン、ラリードライバー
- 1965年 - 甲本雅裕、俳優
- 1965年 - 脇坂真人、ミュージカル俳優
- 1965年 - 廣田直敬、アナウンサー
- 1965年 - 黒田雅史、実業家
- 1965年 - 比嘉良智、元プロ野球選手
- 1965年 - エマヌエーレ・クリアレーゼ、脚本家、映画監督
- 1966年 - 徳丸純子、モデル、元アイドル
- 1966年 - 山本スーザン久美子、元アイドル
- 1966年 - 皆口裕子、声優
- 1967年 - 河村亮、アナウンサー（+ 2022年）
- 1967年 - 麻生かほ里、声優
- 1967年 - ランコ・ポポヴィッチ、元サッカー選手、指導者
- 1968年 - 千葉一伸、声優
- 1968年 - パオロ・マルディーニ、元サッカー選手
- 1969年 - 鳥越規央、統計学者
- 1969年 - コリン・グリーンウッド、ミュージシャン（レディオヘッド）
- 1969年 - ロドニー・マイヤーズ、元プロ野球選手
- 1970年 - 許斐剛、漫画家
- 1970年 - 奥井隆一、俳優
- 1970年 - ポール・トーマス・アンダーソン、映画監督、脚本家、映画プロデューサー
- 1971年 - 仲村知夏、元歌手
- 1971年 - 青野慶久、実業家
- 1971年 - 本多洋、元バレーボール選手
- 1971年 - マックス・ビアッジ、元オートバイレーサー
- 1971年 - グレッグ・ブロッサー、元プロ野球選手
- 1972年 - 多治見麻子、バレーボール選手
- 1972年 - 一ノ瀬響、作曲家
- 1972年 - 南竜次、元プロ野球選手
- 1973年 - 養父鐵、元プロ野球選手
- 1974年 - 植木紀世彦、俳優
- 1974年 - 杉山裕太郎、歌手
- 1974年 - 有村國知、政治家
- 1974年 - デレク・ジーター、元プロ野球選手
- 1974年 - ジェイソン・ケンドール、元プロ野球選手
- 1975年 - 小柳洋子、女優、声優
- 1977年 - 久保帯人、漫画家
- 1977年 - 小林美幸、アナウンサー
- 1978年 - 溝口亜紀、女優
- 1978年 - ニール・ウィルソン、フィギュアスケート選手
- 1979年 - 神崎ちろ、声優、プロ雀士
- 1979年 - 道端カレン、ファッションモデル
- 1979年 - 佐藤友紀、元プロ野球選手
- 1979年 - 相澤国之、元プロボクサー
- 1979年 - ルイス・ゴンザレス、元プロ野球選手
- 1979年 - アウデス・デ・レオン、元プロ野球選手
- 1979年 - ライアン・テダー、ミュージシャン（ワン・リパブリック）
- 1980年 - 熊本梨佳、ローカルアイドル（元サンフラワー）
- 1980年 - マイケル・ヴィック、元アメリカンフットボール選手
- 1981年 - 鳥谷敬、元プロ野球選手
- 1981年 - 杉山哲、サッカー選手
- 1981年 - パオロ・カンナヴァーロ、サッカー選手
- 1981年 - 井本みさお、元タレント
- 1981年 - 近藤佳奈子、声優、歌手
- 1981年 - 金熙虎、サッカー指導者（+ 2021年）
- 1982年 - 塩地美澄、フリーアナウンサー、グラビアアイドル
- 1982年 - 関口美穂、競輪選手
- 1982年 - 近澤昌志、元プロ野球選手
- 1982年 - 倉石圭二、元サッカー選手
- 1983年 - 豊ノ島大樹、元大相撲力士、年寄16代井筒
- 1983年 - 水原薫、声優
- 1984年 - 橋本ありす、アナウンサー
- 1984年 - 巻佑樹、サッカー選手
- 1984年 - 横山徹也、元プロ野球選手
- 1984年 - 大原淳也、元プロ野球選手
- 1984年 - 増井浩俊、元プロ野球選手
- 1984年 - ユリヤ・テプリヒ、フィギュアスケート選手
- 1985年 - 明日海りお、女優、元宝塚歌劇団花組トップスター
- 1985年 - 雨宮俊介、元ラグビー選手
- 1985年 - 平石健太、元サッカー選手
- 1985年 - 近森裕佳、元バスケットボール選手
- 1985年 - 福見友子、元柔道家
- 1986年 - 三木秀甫、俳優
- 1986年 - マイケル・コーン、プロ野球選手
- 1987年 - 澤本幸秀、ファッションモデル
- 1987年 - 五十嵐希、ファッションモデル
- 1987年 - 蔦宗正人、スタントマン、俳優、スーツアクター
- 1987年 - サミル・ナスリ、サッカー選手
- 1988年 - 中西里菜、元アイドル（元AKB48）
- 1988年 - 田代真一、サッカー選手
- 1988年 - 春野恵、タレント、グラビアアイドル
- 1988年 - りんごちゃん[24]、ものまねタレント
- 1989年 - 上鶴徹、俳優
- 1989年 - 初原千絵、声優
- 1989年 - 横江千秋、バレーボール選手
- 1990年 - 松原稜典、アナウンサー
- 1990年 - 郡司恭子、アナウンサー
- 1990年 - 高橋春花、元アナウンサー
- 1990年 - 小林太郎、シンガーソングライター
- 1990年 - 加賀谷秀明、お笑いタレント（フタリシズカ）
- 1990年 - 戸狩聡希、元野球選手
- 1990年 - イリナ・モウチャン、フィギュアスケート選手
- 1991年 - 花江夏樹、声優
- 1991年 - 当麻創太、俳優、モデル
- 1991年 - 熊本秀生、囲碁棋士
- 1992年 - 松岡千夏、女優、声優
- 1992年 - 内藤惟人、ミュージシャン、元子役
- 1992年 - 秋本麗奈、元アイドル（Prism）
- 1992年 - ジェネット・マッカーディ、女優
- 1992年 - オースティン・ボス、プロ野球選手
- 1993年 - 佐藤美希、ファッションモデル、タレント
- 1993年 - 中島ヨシキ、声優
- 1993年 - 渡部愛、将棋棋士
- 1993年 - 渡邊翔太、プロバスケットボール選手
- 1993年 - 郡司英里沙、元モデル
- 1993年 - 吉本祥二、元プロ野球選手
- 1993年 - アリアナ・グランデ、歌手、女優
- 1994年 - 山田義貴、野球選手
- 1995年 - 松村芽久未[25]、女優、声優（元NMB48）
- 1996年 - 及川真夢、バレーボール選手
- 1996年 - 児玉せりか、女優、元アイドル（元Jewel Kiss、元桃色革命）
- 1997年 - 武藤弘樹、アーチェリー選手
- 1997年 - 畠山智輝、ボウリング選手
- 1997年 - 伊藤達哉、サッカー選手
- 1997年 - 岡田栞奈、アイドル（元HKT48）
- 1997年 - 田口未彩、アイドル （アキシブproject）
- 1998年 - 田中有紀、声優
- 1998年 - 村川凪、元プロ野球選手
- 1998年 - 上田航平、サッカー選手
- 1998年 - 中上海輔、元子役
- 1998年 - 歩弓、元アイドル（NICE GIRL プロジェクト!）
- 1998年 - 島孝明、元プロ野球選手
- 1998年 - パウロ・エンヒキ・ペレイラ・ダ・シウヴァ、サッカー選手
- 1999年 - 加藤小夏、女優
- 1999年 - 伊藤洸貴、バレーボール選手
- 1999年 - ガブリエウ・ダビ・ゴメス・サラ、サッカー選手
- 2000年 - 野村佑希、プロ野球選手
- 2000年 - 野寄和哉、サッカー選手
- 2000年 - 折原裕香、フィギュアスケート選手
- 2001年 - 大友海、俳優
- 2001年 - 高橋真広、サッカー選手
- 2002年 - 一ノ瀬広乃、アイドル（令和☆フェアリー）
- 2004年 - 髙野秀哉、サッカー選手
- 2004年 - 三宅龍人、サッカー選手
- 2004年 - 小越春花、アイドル（元NGT48）
- 2005年 - アレクシア・ファン・オラニエ＝ナッサウ、オランダの王族
- 生年不詳 - 中村理恵、ピア二スト
- 生年不詳 - 山崎千裕、トランペット奏者
- 生年不詳 - 島田みちお、オペラ歌手、元お笑い芸人（元島田夫妻）
- 生年不詳 - Shima-chang、ベーシスト（すかんち）
- 生年不詳 - 未涼亜希、女優、元宝塚歌劇団雪組
- 生年不詳 - 妃華ゆきの、女優、宝塚歌劇団雪組
- 生年不詳 - 千晶まひろ、声優
- 生年不詳 - あなしん、漫画家
- 生年不詳 - 杉本ふぁりな、漫画家
- 生年不詳 - 山口つばさ、漫画家

## 忌日

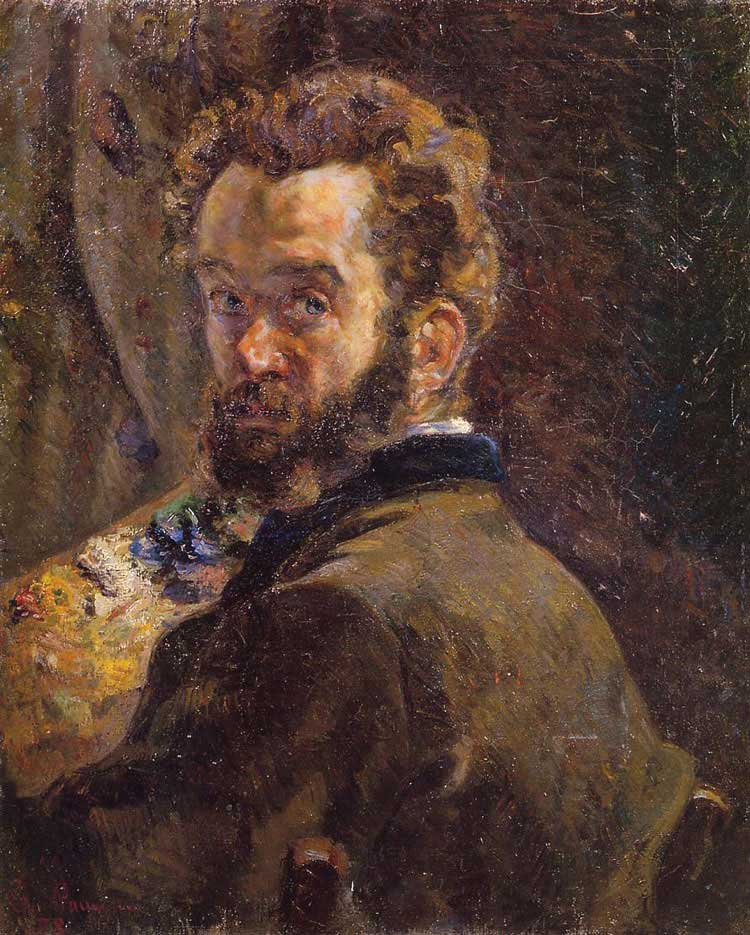
画家アルマン・ギヨマン(1841-1927)没。

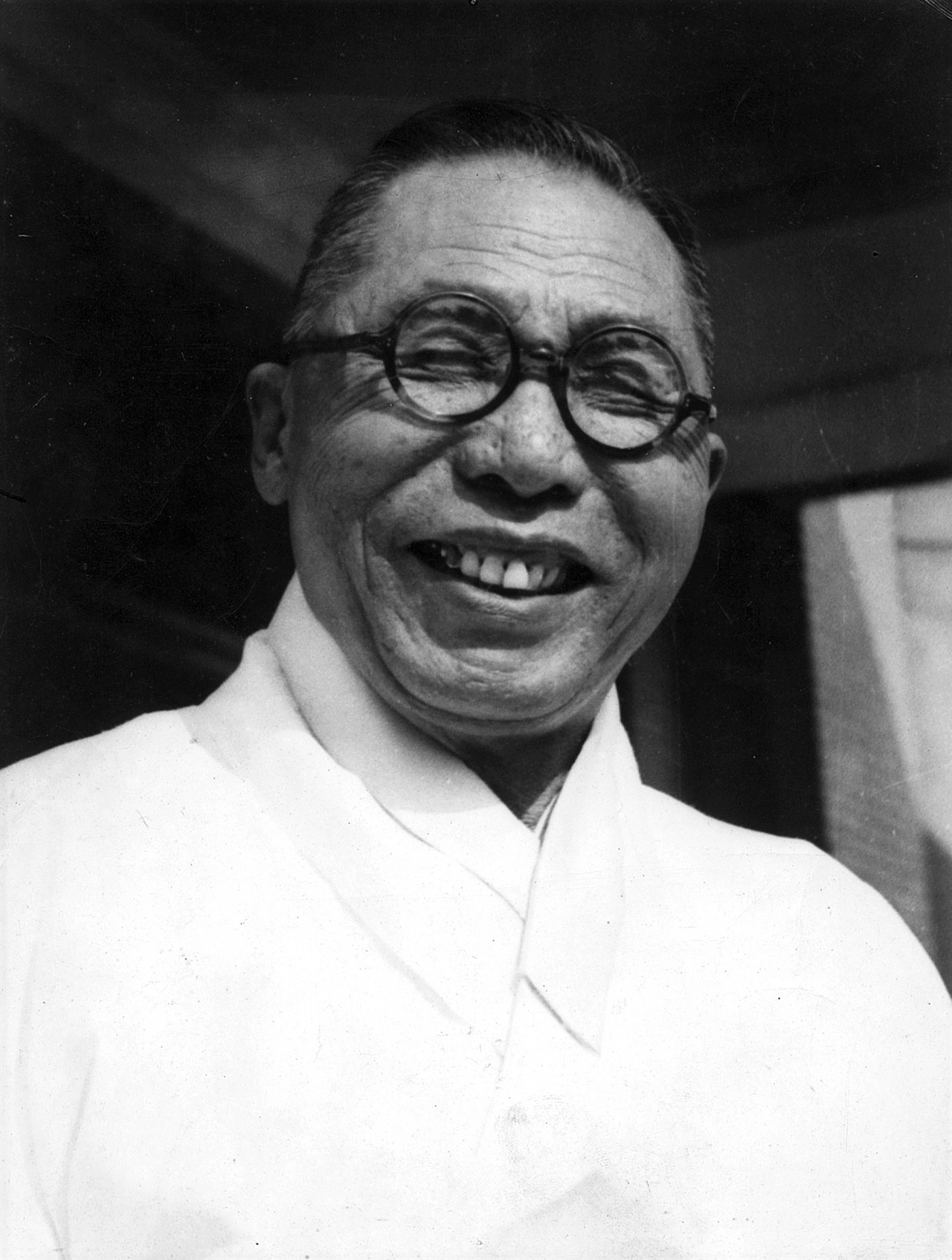
韓国の独立運動家金九(1876-1949)、安斗煕にピストルで射殺。

- 822年（弘仁13年6月4日） - 最澄、日本天台宗開祖（* 767年）
- 1332年（元弘2年/正慶元年6月3日） - 日野俊基、公家
- 1536年（天文5年6月8日） - 福島正成、北条綱成の父（* 1492年）
- 1541年 - フランシスコ・ピサロ、コンキスタドール（* 1471年）
- 1785年 - ヨハン・ゲルハルト・ケーニヒ、医師、植物学者（* 1728年）
- 1793年 - ギルバート・ホワイト、博物学者（* 1720年）
- 1793年 - カール・フィリップ・モーリッツ、作家、美学者（* 1756年）
- 1795年（寛政7年5月19日）- 長谷川宣以（長谷川平蔵）、旗本（* 1745年）
- 1810年 - ジョゼフ＝ミシェル・モンゴルフィエ、熱気球発明者（* 1740年）
- 1827年 - サミュエル・クロンプトン、発明家、紡績工（* 1753年）
- 1830年 - ジョージ4世、イギリス王（* 1782年）
- 1854年 - ヨハン・グスタフ・サンドベリ、画家（* 1782年）
- 1856年 - マックス・シュティルナー、哲学者（* 1806年）
- 1877年 - 山田方谷、儒家、陽明学者（* 1805年）
- 1884年 - ジャック＝ジョセフ・モロー・ド・トゥール、精神科医（* 1804年）
- 1885年 - メッタ・ヴィクトリア・フラー・ヴィクター、小説家（* 1831年）
- 1899年 - 大木喬任、政治家（* 1832年）
- 1919年 - ミハイル・ツヴェット、植物学者（* 1872年）
- 1927年 - アルマン・ギヨマン、画家、版画家（* 1841年）
- 1931年 - 山川健次郎、物理学者、元東京帝国大学総長（* 1854年）
- 1934年 - 内藤湖南、歴史家（* 1866年）
- 1937年 - 村田実、映画監督、脚本家、日本映画監督協会初代理事長（* 1894年）
- 1939年 - フォード・マドックス・フォード、小説家、詩人（* 1873年）
- 1943年 - カール・ラントシュタイナー、病理学者（* 1868年）
- 1943年 - ニコラス・スパイクマン、政治学者、地政学者（* 1893年）
- 1949年 - 金九、朝鮮の独立運動家（* 1876年）
- 1952年 - 福田正夫、詩人（* 1893年）
- 1954年 - 福井英一、漫画家（* 1921年）
- 1956年 - クリフォード・ブラウン、ジャズミュージシャン（* 1930年）
- 1967年 - フランソワーズ・ドルレアック、女優（* 1942年）
- 1968年 - 山崎巌、官僚、政治家（* 1894年）
- 1971年 - フアン・マネン、ヴァイオリニスト、作曲家（* 1883年）
- 1979年 - 小宮山英蔵[27]、実業家、平和相互銀行会長（* 1912年）
- 1982年 - アンジェイ・チャイコフスキ、ピアニスト、作曲家（* 1935年）
- 1986年 - 藤田義光、政治家（* 1911年）
- 1986年 - 前川國男、建築家（* 1905年）
- 1990年 - J・C・R・リックライダー、情報工学者（* 1915年）
- 1990年 - 萩野昇、医師、イタイイタイ病命名者（* 1915年）
- 1992年 - バディ・ロジャース、プロレスラー（* 1921年）
- 1993年 - ロイ・キャンパネラ、元プロ野球選手（* 1921年）
- 1997年 - イズラエル・カマカヴィヴォオレ、ハワイアンシンガー（* 1959年）
- 1997年 - ドン・ハトソン、フットボール選手（* 1913年）
- 1999年 - 景山二郎、官僚、剣道家（* 1916年）
- 1999年 - 戸谷松司、政治家、元兵庫県姫路市長（* 1921年）
- 2001年 - 飯山利雄、政治家、元茨城県日立市長（* 1931年）
- 2003年 - マルク＝ヴィヴィアン・フォエ、サッカー選手（* 1975年）
- 2003年 - ストロム・サーモンド、サウスカロライナ州知事（* 1902年）
- 2004年 - 石垣敬義[28]、実業家、石垣食品創業者（* 1924年）
- 2004年 - 横田二郎、実業家、元東京急行電鉄（現東急電鉄） 社長（* 1923年）
- 2004年 - 栗田伸一、騎手、調教助手（* 1959年）
- 2004年 - 柳川覚治、政治家（* 1926年）
- 2005年 - 林由美香、AV女優（* 1970年）
- 2006年 - 井手三千男、写真家（* 1941年）
- 2006年 - フレデリック・マイヤー、教育学者、哲学者（* 1921年）
- 2007年 - 安藤宏寿、実業家、元日清食品社長（* 1930年）
- 2007年 - 成井英夫、政治家、白河市長（* 1952年）
- 2007年 - ユップ・デアバル、サッカー選手、指導者（* 1927年）
- 2007年 - リズ・クレイボーン、ファッションデザイナー（* 1929年）
- 2008年 - 田淵節也、元野村證券株式会社社長（* 1924年）
- 2008年 - リリアン・ショーバン、女優（* 1925年）
- 2009年 - ホウ・アマール、音楽家（* 1930年）
- 2010年 - ベニー・パウエル、ジャズ・トロンボーン奏者（* 1930年)
- 2010年 - セルジオ・ベガ、歌手（* 1970年)
- 2011年 - 高木勝、経済学者、経済評論家（* 1945年）
- 2011年 - 井上和男、映画監督（* 1924年）
- 2011年 - 伊丹潤、建築家（* 1937年）
- 2011年 - ヤン・ファン・ベベレン、サッカー選手（* 1948年）
- 2012年 - 塚越孝、アナウンサー（* 1955年）
- 2012年 - 中浜元三郎、政治家、登別市長（* 1923年）
- 2012年 - ノーラ・エフロン、脚本家、映画監督（* 1941年）
- 2012年 - アン・カーティス、競泳選手（* 1926年）
- 2013年 - 天田昭次、刀匠、人間国宝（* 1927年）
- 2013年 - 稲垣稔[29]、ギタリスト（* 1927年）
- 2013年 - マーク・リッチ、起業家、グレンコア社創業者（* 1934年）
- 2013年 - ジャスティン・ミラー、プロ野球選手（* 1977年）
- 2014年 - 相見志郎、経済学者、同志社大学名誉教授（* 1918年）
- 2014年 - ハワード・H・ベーカー・ジュニア、政治家（* 1925年）
- 2015年 - 岡本茂樹、臨床心理学者（* 1958年）
- 2015年 - 宮英子、歌人（* 1917年）
- 2015年 - エフゲニー・プリマコフ、政治家、元ロシア首相（* 1929年）
- 2015年 - マッティ・マッコネン、エンジニア（* 1952年）
- 2016年 - 菅原チネ子、女優（* 1938年）
- 2016年 - 後藤立夫[30]、俳人、俳誌「諷詠」主宰（* 1943年）
- 2017年 - アビブ・チャム、政治家、セネガル首相（* 1933年）
- 2018年 - 辰巳渚、文筆家、考現学者（* 1965年）
- 2018年 - 名和宏、俳優（* 1932年）
- 2018年 - アンリ・ナンフィ、政治家、ハイチ大統領（* 1932年）
- 2018年 - ジェニファー・ウェルズ、ポルノ女優（* 1937年）
- 2019年 - 菅原喜重郎、政治家（* 1926年）
- 2019年 - 森木亮、経済学者（* 1935年）
- 2019年 - 高島忠夫、俳優（* 1930年）
- 2019年 - マックス・ライト、俳優（* 1943年）
- 2019年 - エディット・スコブ、女優（* 1937年）
- 2019年 - アイヴァン・クーパー、政治家（* 1944年）
- 2020年 - ミルトン・グレイザー、グラフィック・デザイナー（* 1929年）
- 2020年 - スチュアート・コーンフェルド、映画プロデューサー、俳優（* 1952年）
- 2021年 - 和田圭、ジャーナリスト、元フジテレビ解説委員（* 1952年）
- 2021年 - 中田政子、平和運動家、神戸空襲を記録する会前代表（* 1945年）
- 2021年 - 土岐英史、ジャズサックス奏者、ミュージシャン（* 1950年）
- 2021年 - マイク・グラベル、政治家（* 1930年）
- 2021年 - ジョン・ハッセル、トランペット奏者、作曲家（* 1937年）
- 2021年 - フレデリック・ジェフスキー、ピアニスト、作曲家（* 1938年）
- 2021年 - ジョニー・ソーリンガー、シンガーソングライター（元スキッド・ロウ）（* 1965年）
- 2021年 - アブダレラ・ハルーン、陸上競技選手、2017年世界陸上銅メダリスト（* 1997年）
- 2022年 - 加藤誠、地質学者、北海道大学名誉教授（* 1932年）
- 2022年 - メアリー・マーラ、女優（* 1960年）
- 2022年 - トゥエ・クリスチャンセン、政治家、教師、視覚芸術家、グリーンランド国旗設計者（* 1940年）
- 2022年 - マーガレット・キーン、芸術家（* 1927年）
- 2023年 - 古今亭八朝、落語家（* 1951年）
- 2023年 - 三輪哲[31]、実業家、メルヘンハウス創業者（* 1944年）
- 2023年 - ロイド・アースキン・サンディフォード、政治家、元バルバドス首相（* 1937年）
- 2023年 - クレイグ・ブラウン、元サッカー選手、監督（* 1940年）
- 2024年 - ペーター・アルムブルスター、原子核物理学者、原子物理学者、超重元素発見者（* 1931年）
- 2024年 - 松野太紀、声優、俳優（* 1967年）
- 2024年 - 胡友平、バス乗務員（* 1969年）
- 2024年 - 倉上慶大、プロクライマー（* 1985年）

## 記念日・年中行事

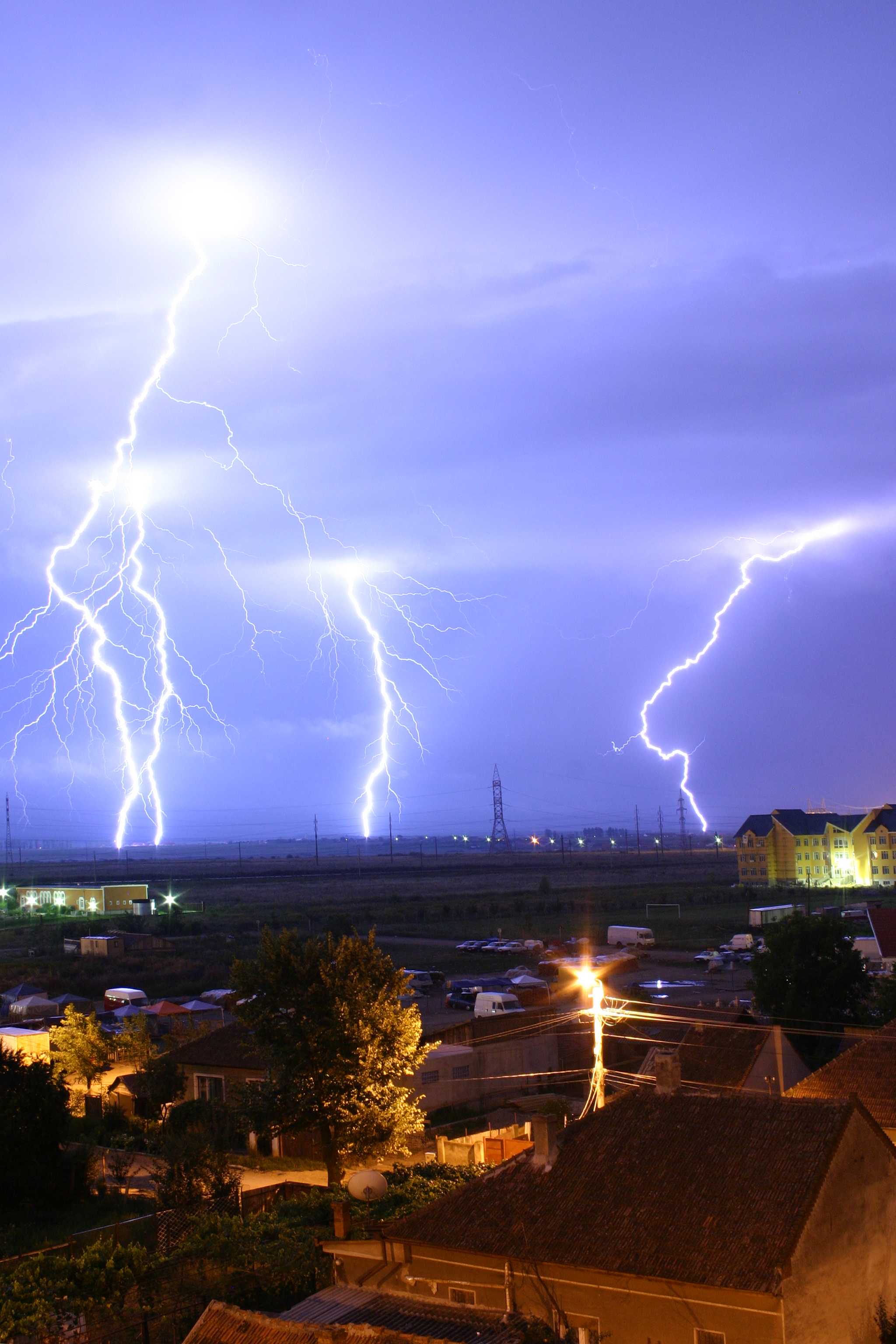
雷記念日

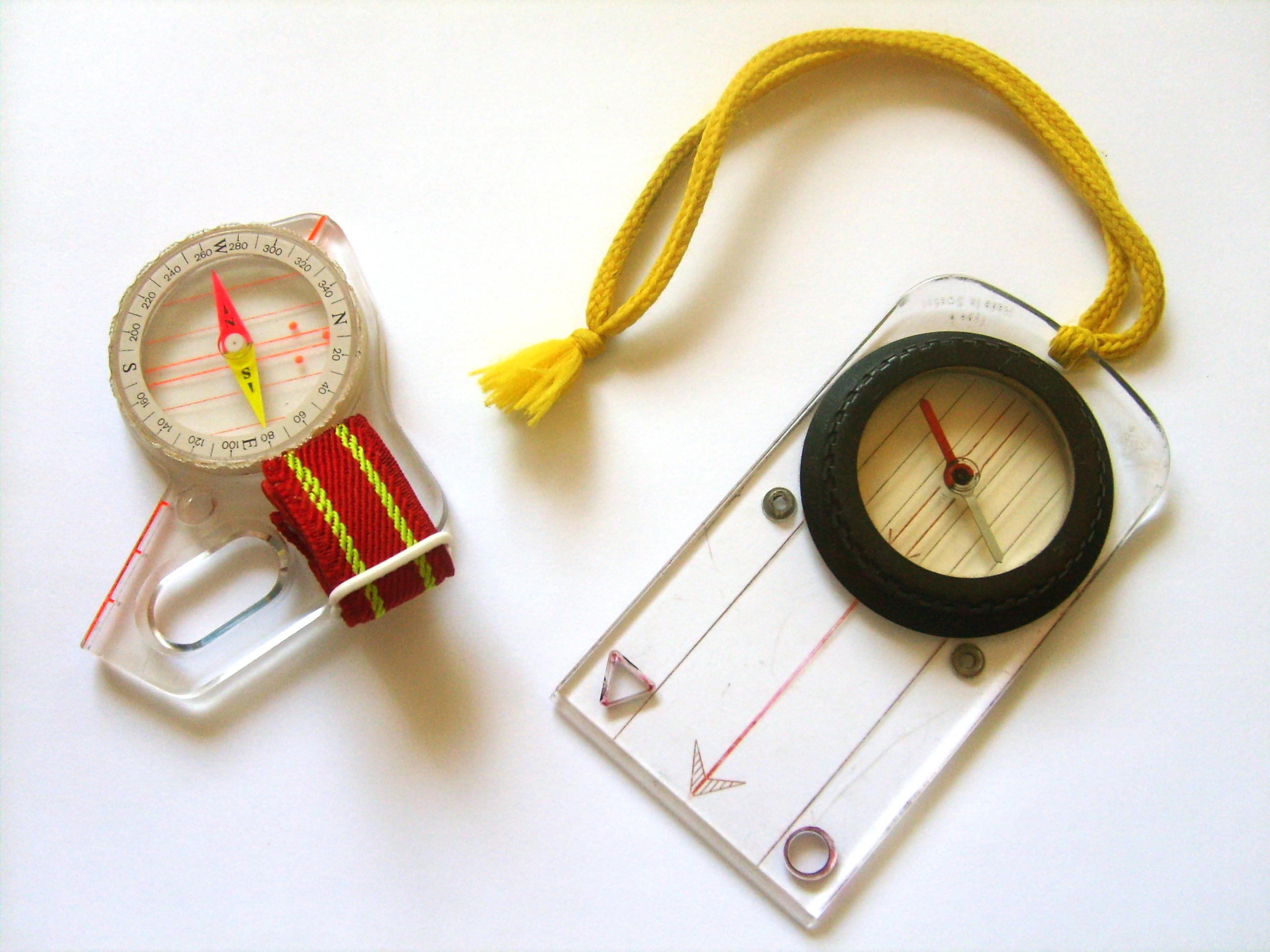
オリエンテーリングの日

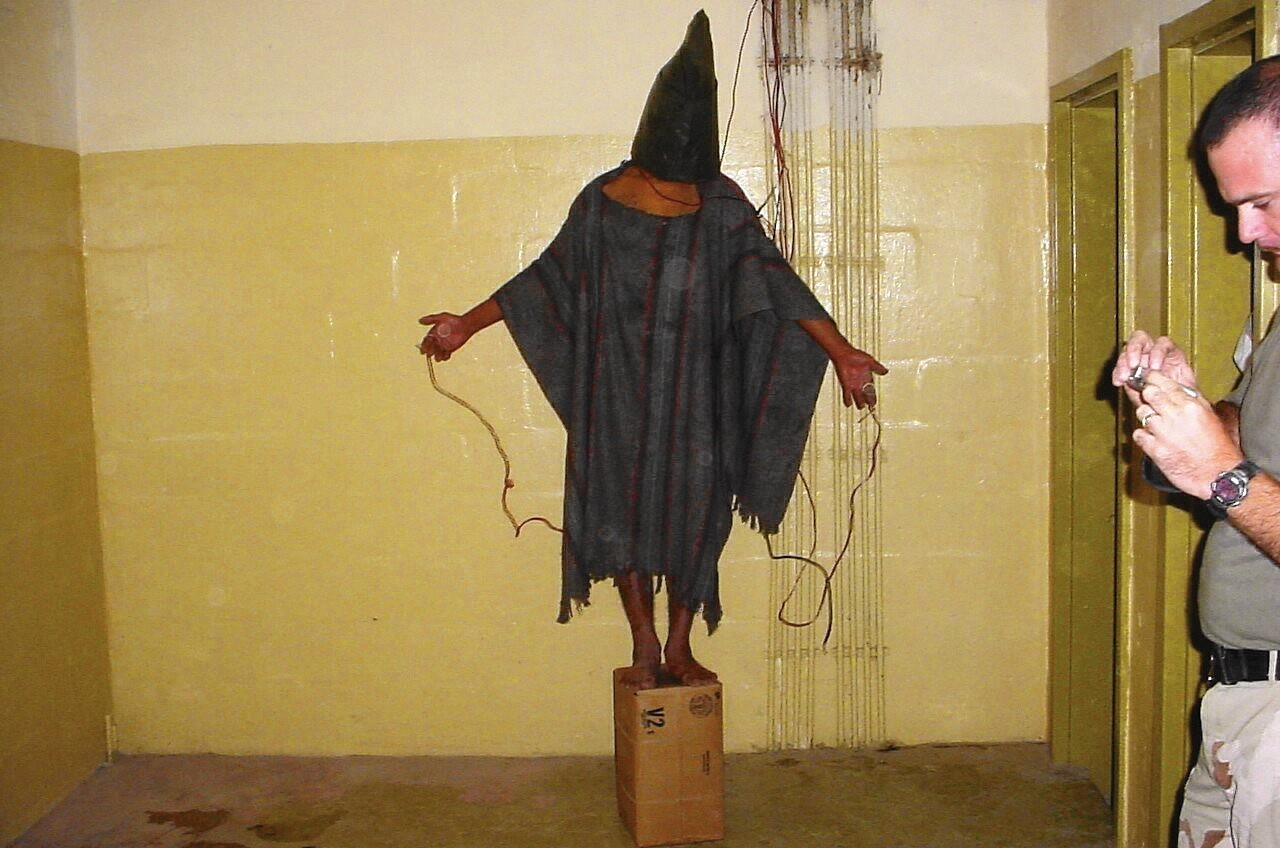
拷問の犠牲者を支援する国際デー。画像はアブグレイブ刑務所での米軍によるイラク兵の拷問(2003)

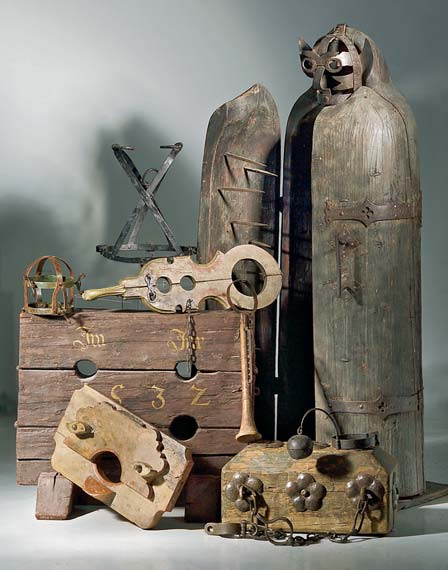
拷問の犠牲者を支援する国際デー。画像は ニュルンベルクで用いられた拷問道具。

- 雷記念日（ 日本）
930年（延長8年）6月26日（旧暦）、平安京の清涼殿に落雷があり、大納言・藤原清貫他朝廷の要人に多くの死傷者が出た（清涼殿落雷事件）。そして落雷を目撃した醍醐天皇も体調を崩し、3ヶ月後に崩御。この事件を目撃した人々は、藤原時平の策略によって太宰府に左遷され亡くなった菅原道真の祟りと信じ、人々は菅原道真を手厚く祀って怒りを鎮めることにした。そして947（天暦元）年、菅原道真は北野社に天神（雷神）として祀られることになった[32]。
- オリエンテーリングの日（ 日本）
1966年のこの日、東京・高尾山で日本初のオリエンテーリングが行われたことを記念[33]。
- 世界格闘技の日（ 日本）
格闘技の魅力をより多くの人に知らせるため、総合格闘技団体イノキ・ゲノム・フェデレーションが制定。日付は、1976年6月26日、アントニオ猪木VSモハメド・アリの格闘技戦が行われたことにちなむ[34]。
- 露天風呂の日（ 日本）
1987年（昭和62年）のこの日に岡山県の湯原温泉が制定。「ろ（6）てん（・）ぶ（2）ろ（6）」という語呂合わせから[35]。
- スティッチの日（ 日本）
2002年に公開されたアニメーション映画『リロ・アンド・スティッチ』の主人公「スティッチ」の記念日。ウォルト・ディズニー・ジャパン株式会社が制定。作中でスティッチが「エイリアンの試作品626号」とされていることから6月26日を記念日とした[36]。
- 黒部ダム観光放水開始（ 日本）
富山県立山町の黒部ダムでは、黒部峡谷の景観維持を目的に、毎年この日から10月15日まで観光放水を実施する[37]。
- 国連憲章調印記念日（ 世界）
日本国際連合協会が制定。1945年のこの日、国際連合憲章に50か国以上が調印し、国際連合の設立が決定したことを記念[38]。国連憲章が発効し国連が発足した10月24日は「国連の日」となっている。
- 独立記念日（ マダガスカル）
1960年のこの日、マダガスカルがフランスから独立したことを記念。
- 国際麻薬乱用・不正取引防止デー（ 世界）
1987年12月の国連総会で制定された国際デーの一つ。1987年のこの日、薬物乱用・不正取引防止に関する国際会議で「薬物乱用統制における将来の活動の包括的多面的概要」が採択されたことを記念。
- 拷問の犠牲者を支援する国際デー（英語版）（ 世界）
1997年12月の国連総会で制定された国際デーの一つ。1984年のこの日、拷問等禁止条約が発効したことを記念。